# Grahn, Hedman & Wasastjerna
Grahn, Hedman & Wasastjerna est un cabinet d'architectes d'Helsinki en Finlande.

## Histoire
Le cabinet est fondé par les architectes nouvellement diplômés: Karl Gustaf Grahn, Ernst G. Hedman et Knut Wasastjerna.
Le cabinet a fonctionné de 1892 à 1905 et il est le plus grand de l'époque en Finlande.
L'architecte John Settergren y a collaboré jusqu'en 1903.
Le cabinet a conçu de nombreux bâtiments remarquables à Helsinki et ailleurs en Finlande,.

## Ouvrages
- Maison de la culture Valve (fi), Oulu (modifications) 1893–1894
- Pohjoinen Makasiinikatu 9, Helsinki 1894, (démolie en 1967)
- Immeuble Argos, Annankatu 24, Helsinki 1896
- Yliopistonkatu 6, Helsinki, 1898
- Usine de tabac de Pietarsaari (agrandissement) 1896
- Halle de Kotka (fi) 1897
- Immeuble Fennia, Helsinki 1899
- Immeuble de la Wasa Aktiebank (fi), Helsinki 1899
- Maison Sumelius, Tampere 1901
- Mairie de Riga, 1904[3]

## Galerie

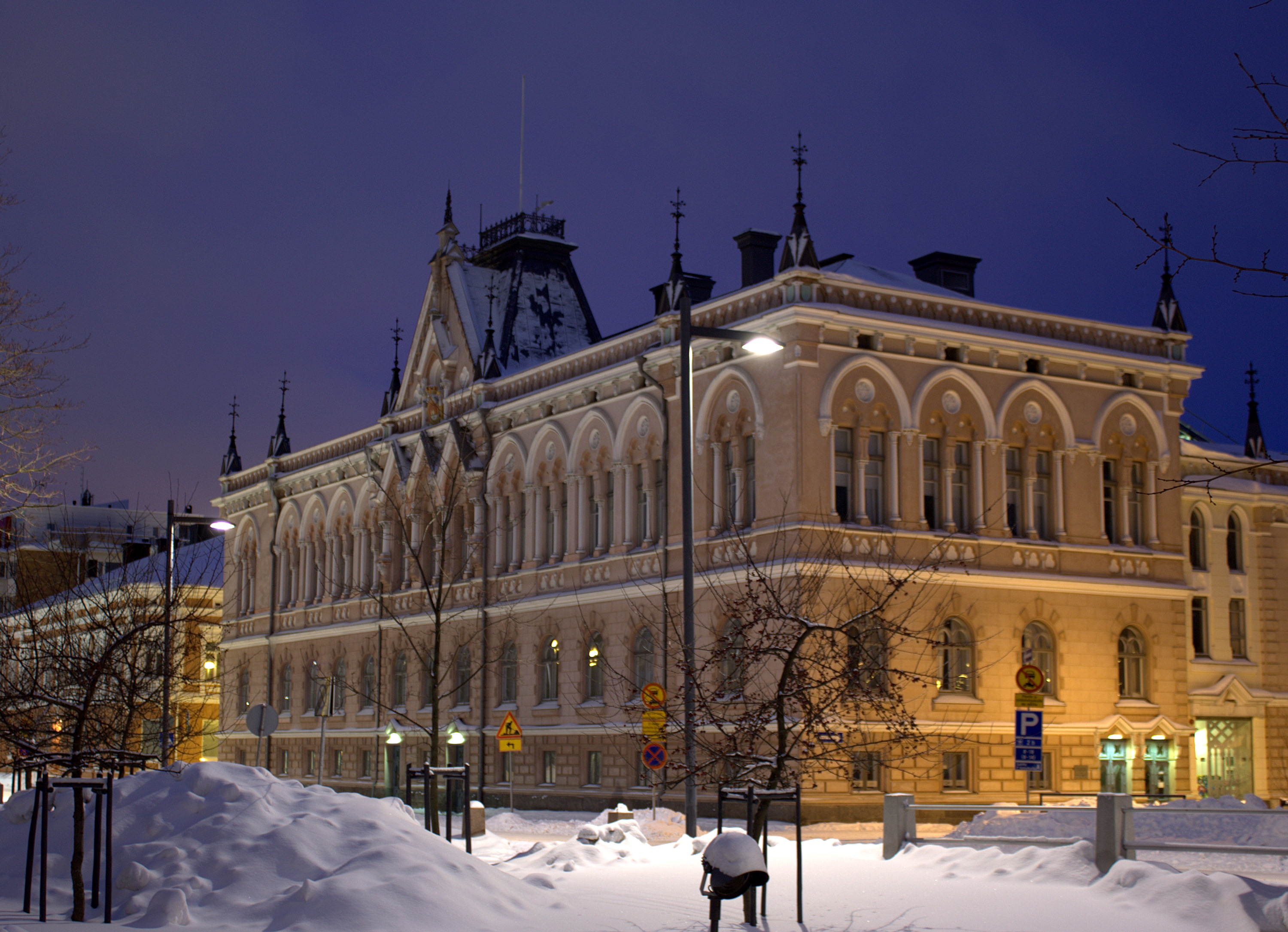
Maison de la culture Valve, Oulu
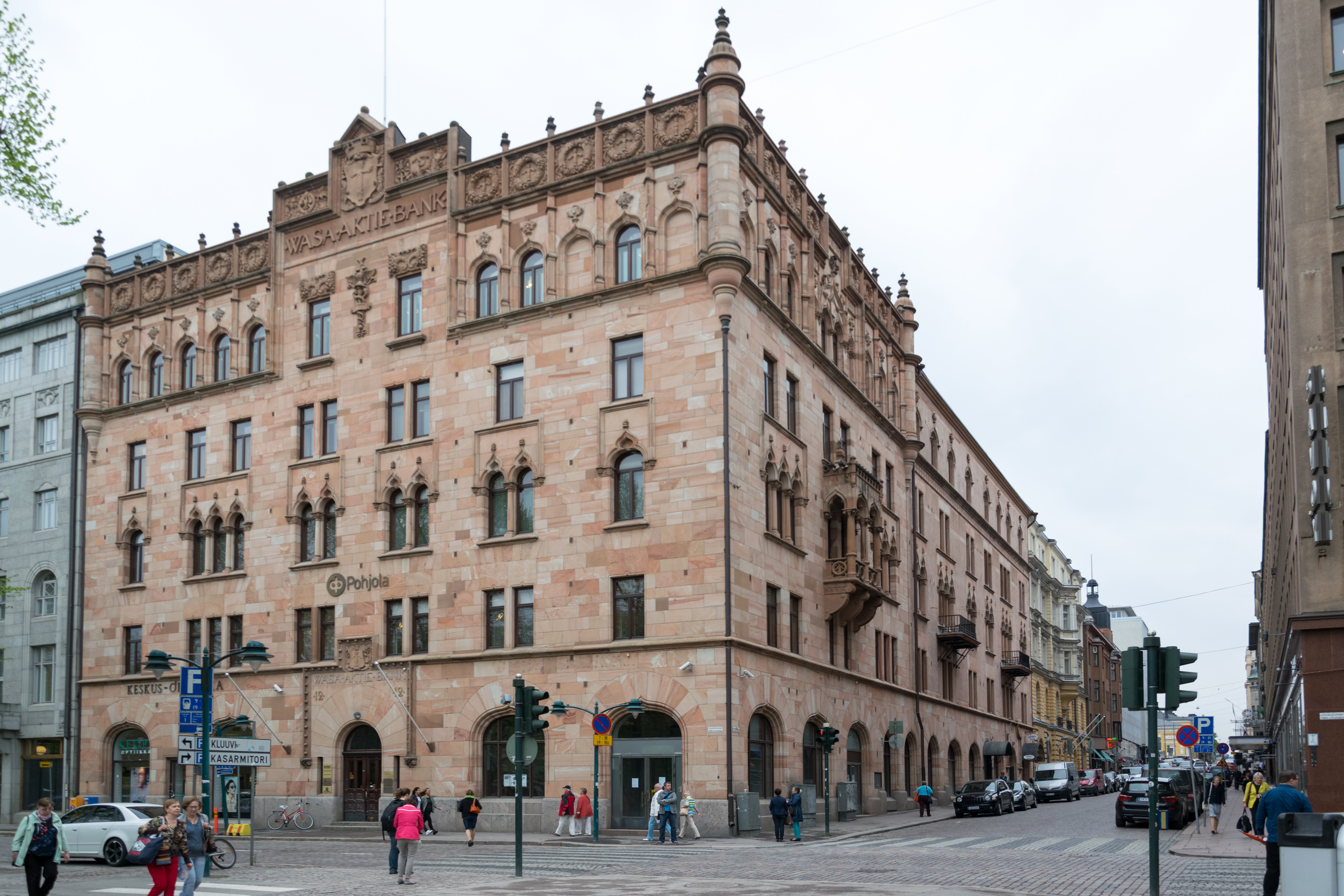
Wasa Aktie Bank
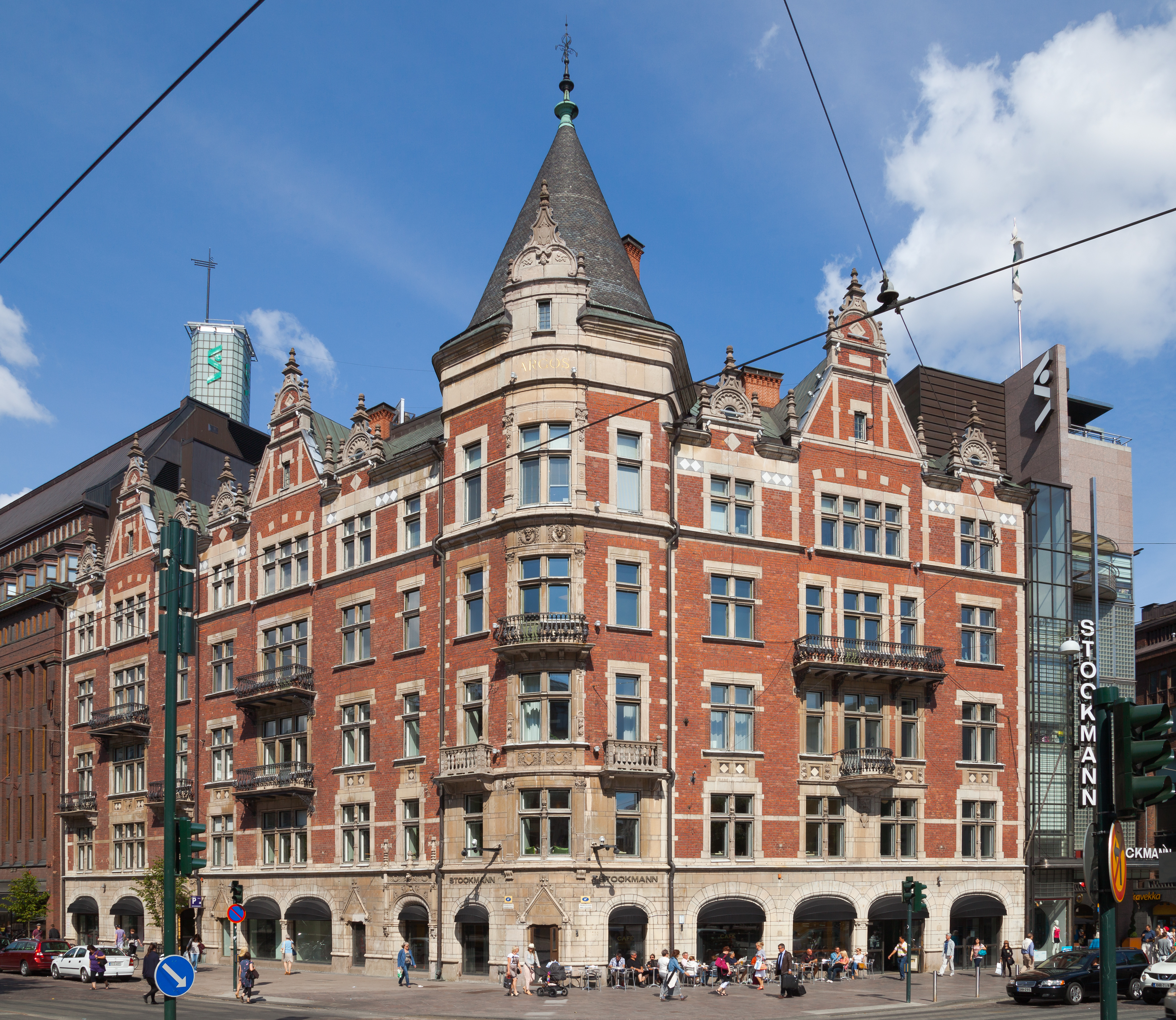
Immeuble Argos.

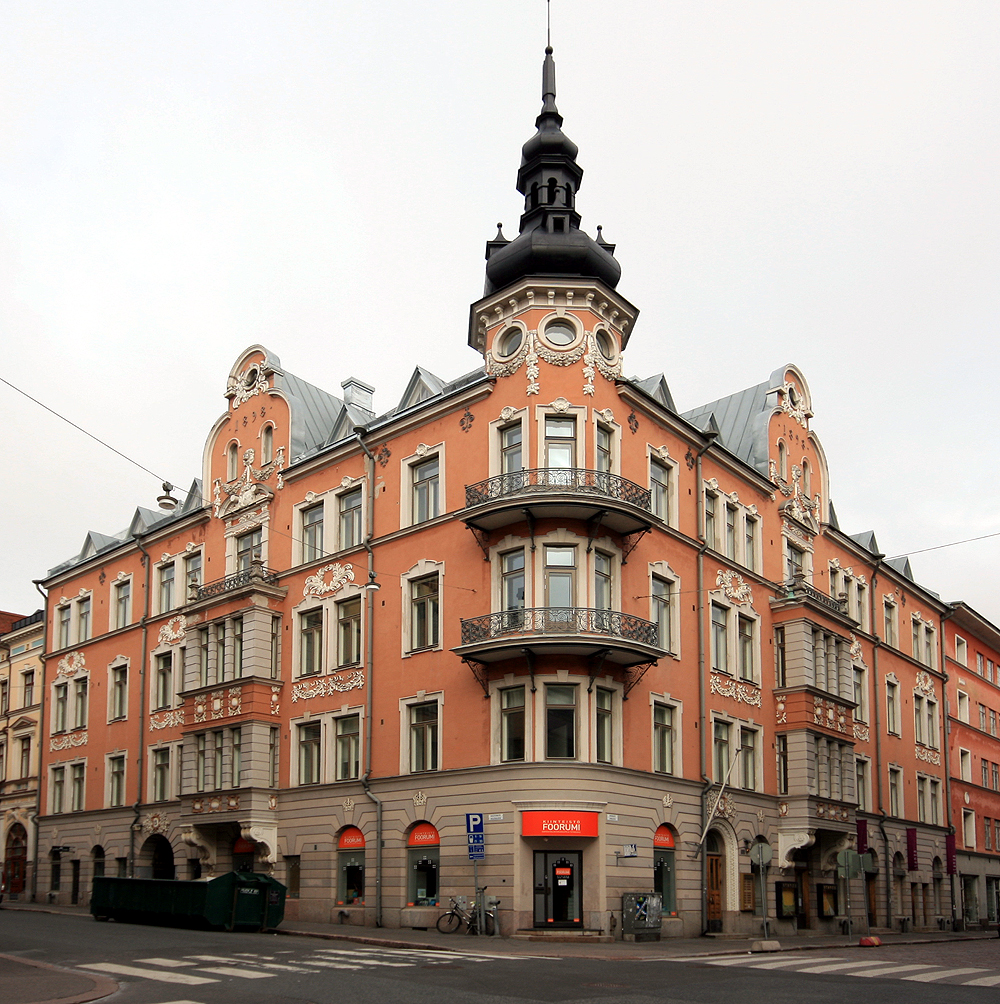
Annankatu 24, Kalevankatu 15
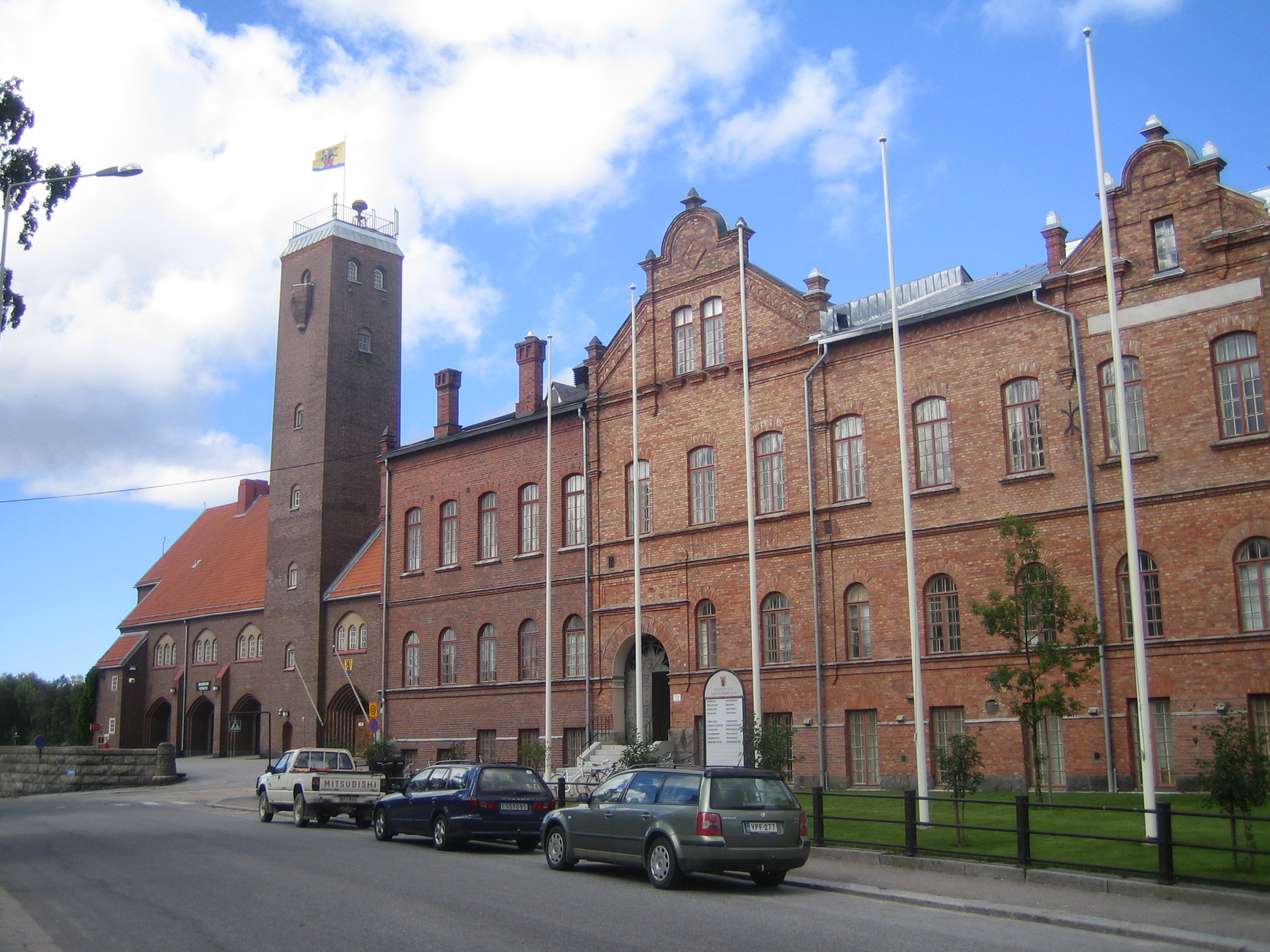
Usine de tabac de Pietarsaari
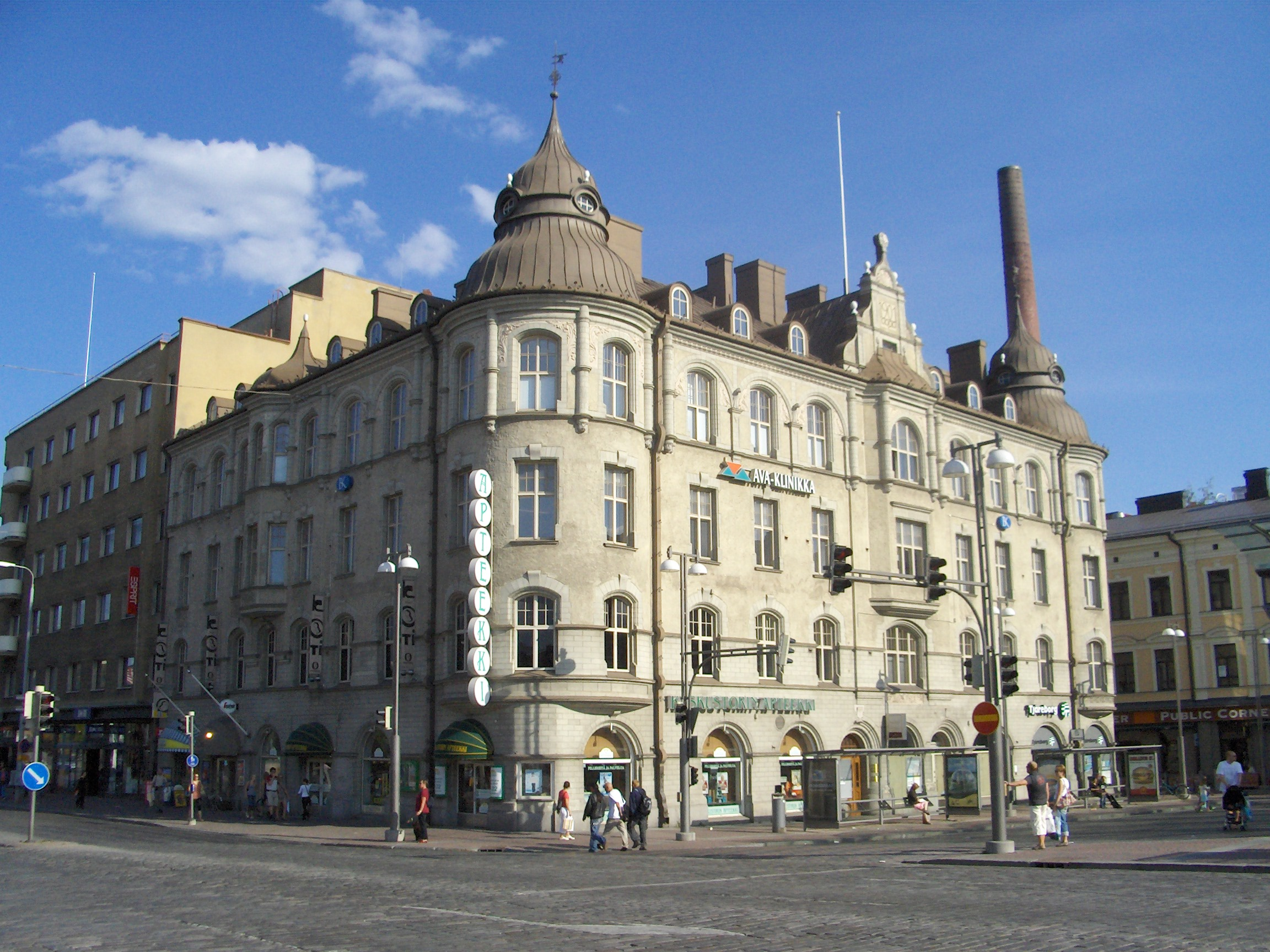
Maison Sumelius